# Mat (rzeka)
Mat (t. Mati, staroż. Mathis) – rzeka w północnej Albanii, w zlewisku Morza Adriatyckiego. Długość - 115 km, powierzchnia zlewni - 2441 km², średni przepływ - 103 m³/s. 
Źródła Matu znajdują się w dolinie Mat w górach Çermenika w środkowej Albanii. Rzeka płynie na północny zachód wąską doliną między górami. W środkowym biegu dolina Matu się poszerza -znajdują się tu sztuczne jeziora Ulza (Liqen i Ulzës) i Shkopet (Liqen i Shkopetit. Do pierwszego z jezior uchodzi prawy dopływ Matu Urakë. Rzeka skręca na zachód, przyjmuje swój największy dopływ Fan i ciasnym przełomem wypływa na nizinę nadmorską. Ostatnie 25 km biegu Matu ma charakter nizinny – rzeka tworzy szerokie koryto z wieloma odnogami. Mat uchodzi do Zatoki Drińskiej Morza Adriatyckiego, kilkanaście km na południe od ujścia Drinu. 
Dolny bieg Matu zawsze stanowił barierę w komunikacji między północną a południową Albanią. W 1927 na polecenie króla Ahmeda Zogu zbudowano koło wsi Milot pierwszy most przez Mat - Most Zogu. Następny most powstał dopiero w 1977, a następny - w 2002. 